# Xã Buffalo, Quận Cloud, Kansas
Xã Buffalo (tiếng Anh: Buffalo Township) là một xã thuộc quận Cloud, tiểu bang Kansas, Hoa Kỳ. Năm 2010, dân số của xã này là 112 người.